# KURO (作詞家)
KURO（くろ、1951年 - 1997年4月4日）は日本の作詞家。本名は西岡安希子。
シンガーソングライターの西岡恭蔵は夫。彼との結婚後に作詞を始め、西岡の他、松田優作、山下久美子、太田裕美ら、多くの歌手に詞を提供。矢沢永吉のために作詞した西岡恭蔵名義の作品のなかにも、共作によるものが少なくないといわれる。

## 経歴
和歌山県和歌山市生まれ。
大阪の音楽喫茶「ディラン」で西岡と知りあい結婚。上京して埼玉県入間市に住み、夫の音楽活動をサポートし、作詞の手伝いを始める。
1975年大塚まさじの「アフリカの月」の作詞をきっかけにKUROの筆名による作詞活動をスタート。
1976年の西岡のアルバム『南米旅行』でほとんどすべての作詞を担当。
1979年8月25日発売の松田優作のアルバム『Uターン』に、西岡とのコンビで「うわきのブルース」を提供。
1980年10月から11月、NHK「みんなのうた」で、作詞した「バナナ・スピリット」（作曲・歌：西岡恭蔵、アニメーション：若井丈児）が放送される。
1981年、もんた&ブラザーズの「ラストカード」を作詞し、映画『燃える勇者』の挿入歌となった。西岡のアルバム『NEW YORK TO JAMAICA』では全曲の作詞を担当。
1981年8月25日発売の山下久美子のアルバム『雨の日は家にいて』に西岡とのコンビで「ロマンティックが好き」「ヘイ・ダーリン」を提供。
1983年の太田裕美のアルバム『Far East』に西岡とのコンビで「City Magic」を提供。

1997年4月4日、乳癌により自宅で死去。
1998年3月30日、東京都内にゆかりのミュージシャンたちが集まり「KUROちゃんをうたう」コンサート開催。このライブを収録したアルバム『KUROちゃんをうたう/トリビュート・アルバム』が同年10月23日に発売された。
1999年4月3日、三回忌前日に西岡が自宅で首吊り自殺を図り、死亡した。

## 楽曲提供

### あ行
- 上田正樹
  - SING MY SOUL
  - 真夜中の子供達
- 浦島坂田船
  - PIRATES A GO GO
- 太田裕美
  - City Magic
- 大塚まさじ
  - アフリカの月
  - ジプシーソング
  - HAPPY SWINGING BLUES
  - Morning Lullaby

### な行
- 西岡恭蔵
  - バナナ・スピリット

### ま行
- 松田優作
  - うわきのブルース
- 桃井かおり
  - 夢
- もんた&ブラザーズ
  - ラストカード
  - Gone-Gone

### や行
- 柳ジョージ
  - AGAIN
- 山下久美子
  - 恋のミッドナイト・D.J.
  - ロマンティックが好き
  - ヘイ・ダーリン
- 憂歌団
  - 夜明けのララバイ
  - Boggie To The Boo
  - 俺らの家へ
  - September Moon

## 注
1. ↑  HBCラジオ「土曜はＥじゃん」西岡恭蔵特集への西岡本人の回答
2. ↑  「日本経済新聞」2004年9月29日夕刊「拝啓こんな日々です」
3. ↑  バナナスピリット制作データ